# レディ・ビー・グッド (航空機)

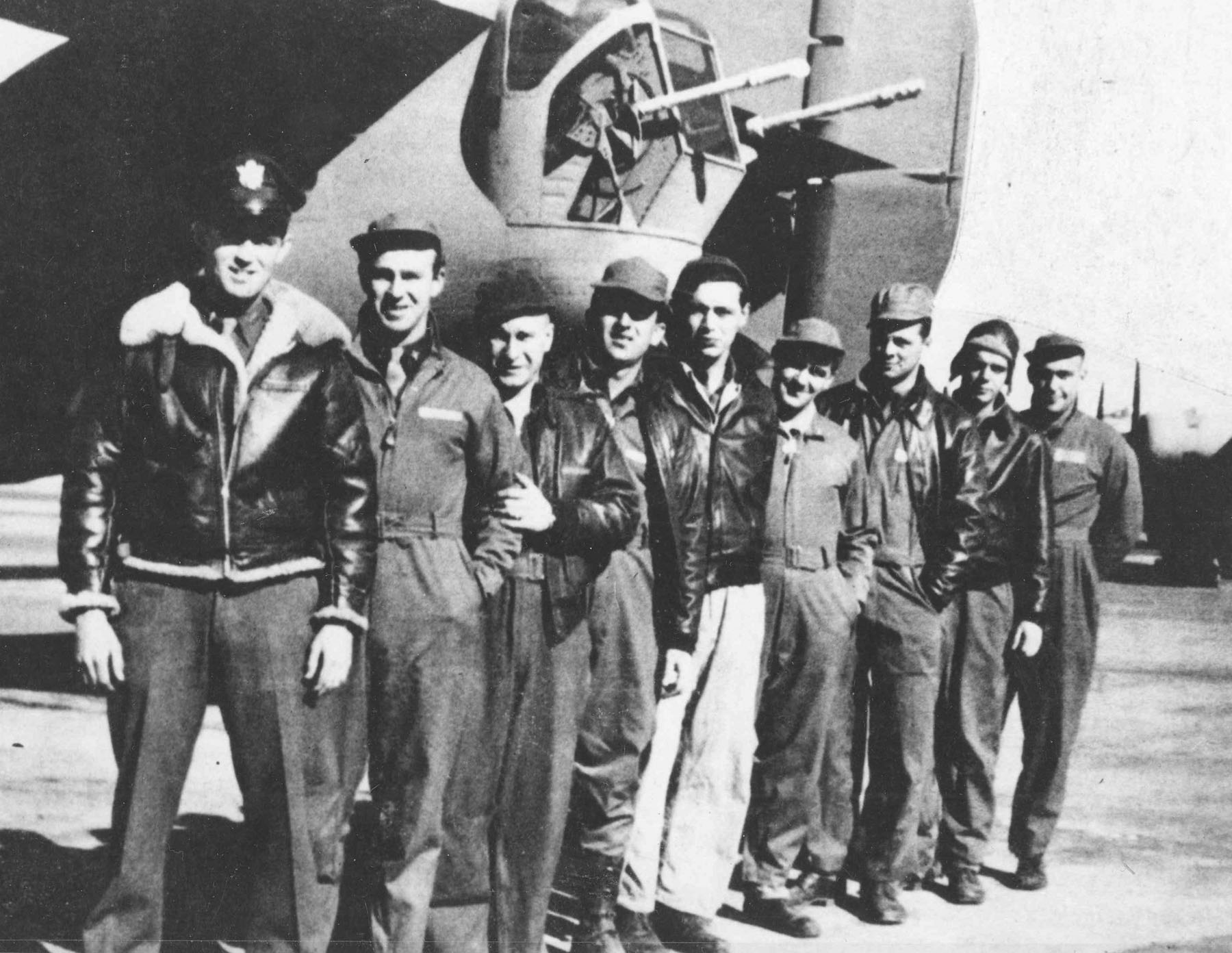
レディ・ビー・グッドの搭乗員。左から：ハットン、トナー、ヘイズ、ウォラフカ、リップスリンガー、ラモット、シェリー、ムーア、アダムス

レディ・ビー・グッド（Lady Be Good）は、第二次世界大戦中にアメリカ陸軍航空軍（AAF）に就役していたB-24D-25-CO リベレーター爆撃機の1機である。機体番号は41-24301、製造番号は1096。本機はスルークにあるスルーク飛行場（現在のリビアのスルーク空港とベニナ空港）に駐屯していた第376爆撃航空団の第514爆撃隊所属機であり、1943年4月4日のイタリア本土ナポリへの爆撃任務から帰還しなかった。当時この機体は地中海に墜落したと想定され、9名の搭乗員は戦闘中行方不明者として扱われた。
1958年にほぼ原形を留めた状態の「レディ・ビー・グッド」が710 km (440 mi)内陸に入った地点で発見され、その後の捜索で1名を除く行方不明であった搭乗員全員の遺体が発見された。

## 背景と任務
1943年3月18日にリビアに到着した「レディ・ビー・グッド」の搭乗員はそれが初めての作戦任務であり、機体自体も3月25日に第376爆撃航空団に配備された真っ新の新品であった。識別番号の「64」のステンシル・ペイントを機首に入れられ、愛称を前部胴体の前方右側に手描きで描かれたこの機体は、4月4日午後遅くのナポリ爆撃に割り当てられた25機のB-24の中の1機であった。
「レディ・ビー・グッド」の搭乗員：
- ウィリアム・J・ハットン（William J. Hatton）大尉。操縦士;— ホワイトストーン（ニューヨーク州）
- ロバート・F・トナー（Robert F. Toner）少尉。副操縦士;— ノース・アトルボロ（マサチューセッツ州）
- D・P・ヘイズ（D.P.Hays イニシャルのみ。"Dp"のみの表記例もあり）少尉。航法士;— リーズ・サミット（ミズーリ州）
- ジョン・S・ウォラフカ（John S. Woravka）少尉。爆撃手;— クリーブランド（オハイオ州）
- ハロルド・J・リップスリンガー（Harold J. Ripslinger）三等曹長。航空機関士;— サギノー（ミシガン州）
- ロバート・E・ラモット（Robert E. LaMotte）三等曹長。通信士;— レイク・リンデン（ミシガン州）
- ガイ・E・シェリー（Guy E. Shelley）軍曹。銃手;— ニュー・カンバーランド（ペンシルバニア州）
- ヴァーノン・L・ムーア（Vernon L. Moore）軍曹。銃手;— ニュー・ボストン（オハイオ州）
- サミュエル・E・アダムス（Samuel E. Adams）軍曹。銃手;— ユーレカ（イリノイ州）

搭乗員は最後に出撃した編隊の中の1機として午後3時少し過ぎにスルーク飛行場を離陸した。強い風と視界不良により主爆撃機編隊との合流を阻まれて本機は単独で任務を続行することとなった。この任務は2波に分かれたナポリの港湾への爆撃任務の後続編隊で、13機のB-24で編成されていた。
9機のB-24は砂嵐により途中で基地へと帰還したが、残る4機はそのまま任務を続行した。7:50 pmに高度7,600 m (25,000 feet)でナポリへ到達したが、視界不良により主目標への投弾はできなかった。帰路に2機が次候補の目標に投弾し、別の2機は重量軽減と燃料節約のために地中海上に爆弾を投棄した。「レディ・ビー・グッド」はイタリアからリビアの所属基地への帰路は単独で飛行していた。
午前12:12に機長のハットン大尉は通信機で基地を呼び出し、自機の自動方向探知機が機能していないことを伝え、基地の位置を問い合わせた。方位としては「レディ・ビー・グッド」がナポリとベンガジを結ぶ直線航路上を飛行していることを示していた:p.28が、基地で使用していた無線方向探知機は単一のループアンテナしか備えておらず、正逆の方向を判別することができなかった。このため当該の航空機が地中海方向から帰還の途上であろうとも基地を通り越して内陸部へ向かっていようとも方向探知機は同一の方位を示していた:pp.28-29。
「レディ・ビー・グッド」は基地を通り越し、注意を喚起するために撃ち上げられた照明弾を見落としたらしく更に2時間北アフリカ内陸部に向かって飛行を続けた。午前2時に搭乗員はパラシュートで脱出し、機体は無人のまま更に26 km (16 mi)の飛行を続けてからリビア砂漠のカランシオ砂海に不時着した。行方不明の航空機を探すためにスルーク空軍基地から出された捜索救難活動は成果を上げられずに搭乗員の痕跡も発見できなかった。

## 1958年の機体発見
搭乗員が放棄した後も機体は南の方向へ飛行を続けた。ほぼ原形を留めた残骸と着地の瞬間まで1基のエンジンが稼働していたことを示す証拠により、機体は非常に浅い角度で徐々に高度を下げ、開けた平らな砂原に胴体着陸したことが想像された。

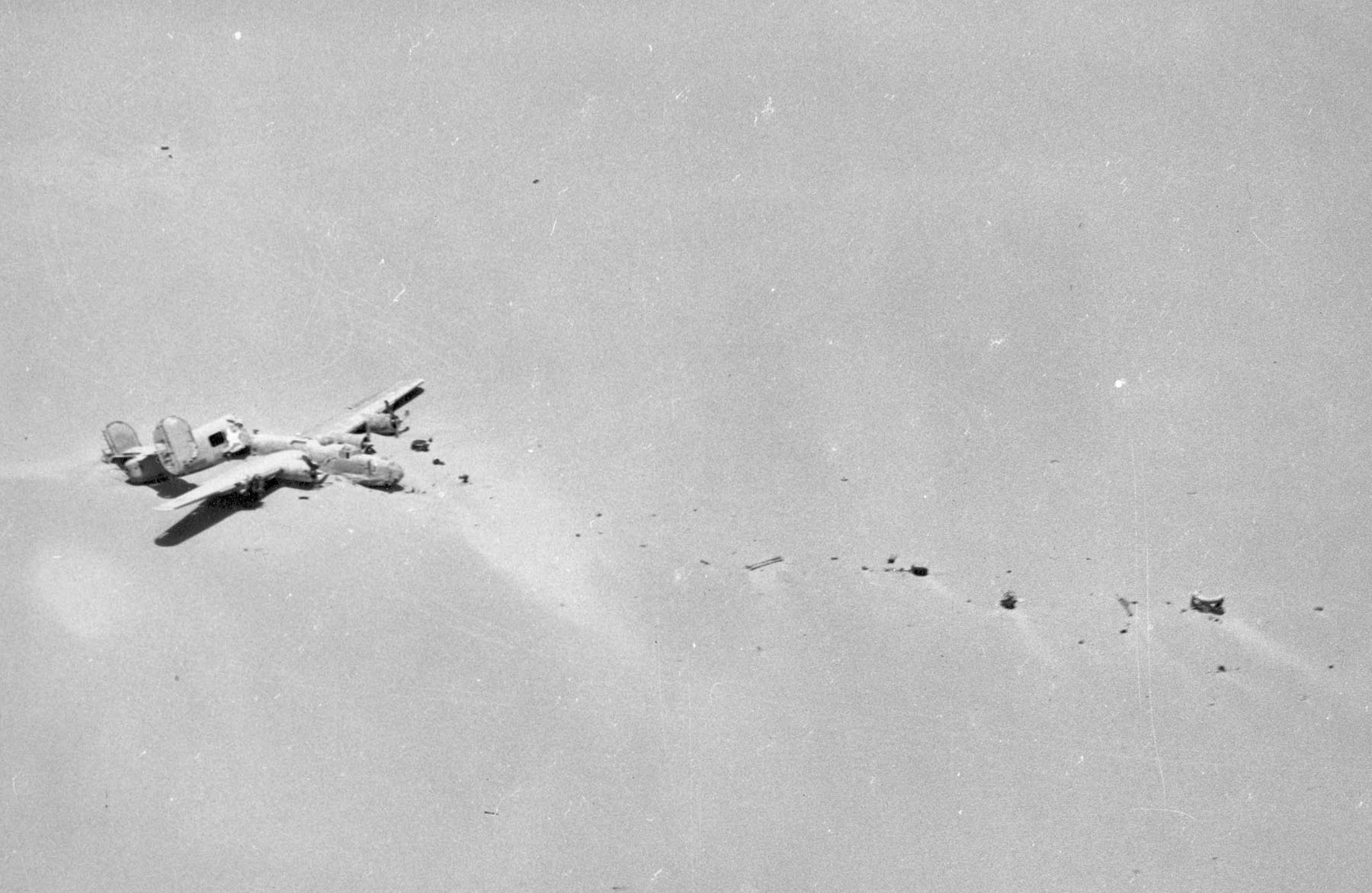
1958年に最初上空から発見された時の「レディ・ビー・グッド」の残骸

墜落現場発見の最初の一報は1958年11月9日に空を航過したイギリスの石油資源探査隊からもたらされた。この隊はウィーラス空軍基地当局へ連絡したが、その地域に墜落したと考えられる機体に該当する如何なる航空機の存在を示す記録は見つからなかった:p.25。この残骸の位置は翌年にカランシオ砂海の探索のために派遣される予定の石油資源探査隊が活用するために地図上に記録された:p.25。
1958年5月16日の初の発見と6月15日に再度空中から目視されたのに続いて 1959年2月27日にイギリスの石油資源調査員ポール・ジョンソン（Paul Johnson）がサルークの南東710 km (440 mi)の北緯26度42分45.7秒 東経24度01分27秒 / 北緯26.712694度 東経24.02417度辺りで墜落機の残骸を目撃した。1959年5月26日にウィーラス空軍基地から墜落現場へ最初の回収班が送り出された。
機体は2つに分割されていたが保存状態は良好で、機関銃や通信機は作動し、食料や水といった物資も残されていた。発見された魔法瓶の中の紅茶はまだ飲める状態であった。機内や墜落地点付近に遺体は見当たらず、パラシュートも発見されなかった。機内の状況は搭乗員が脱出したことを示しており、まさに初陣であった航法士ヘイズ少尉のログブックの記録はナポリで終わっていた。
「レディ・ビー・グッド」の残骸
- 機首
- 尾部銃塔
- 背面銃塔と機体中央部

## 1960年の遺体発見
1960年2月にアメリカ陸軍は搭乗員の遺体を探す正式の捜索を実施し、5名を発見した。発見された証拠から残る3名は救助を求めて更に北に向かって歩き続けたらしく、捜索隊はとうとう砂丘の下に半ば埋もれた3名の遺体を発見した。ニュース報道が墜落機と5名の遺体発見を報じると5月に「クライマックス作戦」（"Operation Climax"）と呼ばれる1機のC-130輸送機と2機の陸軍のベル H-13ヘリコプター を使用したアメリカ空軍とアメリカ陸軍の大規模な共同作業が実施された。5月12日にブリティッシュ・ペトロリアム（BP）の探査隊が最初に5名の遺体が発見された所から38 km (24 mi)北西の地点でシェリー軍曹の遺体を、5月17日にはアメリカ軍のヘリコプターがリップスリンガー三等曹長を発見した。リップスリンガー三等曹長の発見地点はシェリー軍曹の発見現場から42 km (26 mi)北西であった。クライマックス作戦中に発見されたのはこの2名の遺体だけであった。後の8月になってウォラフカ少尉の遺体が別のBP社石油資源探査隊により発見され、その後に遺体はアメリカ空軍により収容された。

## 日記の記述と結論
パラシュートで砂漠に着地後に9名中8名の搭乗員は手持ちのリボルバー拳銃や信号拳銃を空中に向け発砲して何とか集合できたが、9人目の搭乗員である爆撃手のジョン・ウォラフカ少尉を発見することはできなかった。彼らは知らなかったがウォラフカは装着していたパラシュートが十分に開傘せずに着地の衝撃により死亡していたらしい:p.38。地中海沿岸にかなり近い位置に居ると考えた生き残った8名は、捜索隊が跡を辿れるように靴下、パラシュートの切れ端、メイ・ウエスト、その他諸々を道々に残していった。僅か一つの容器に入った水を分け合いながら灼熱の中を8日間で100マイル (160 km)以上歩いて息絶えた。搭乗員5名の遺体の一団は機体の墜落現場から約80マイル (130 km)離れた地点で発見された。3名（ガイ・シェリー、“リップ”・リップスリンガー、ヴァーノン・ムーア）は、その他5名を残して救援を探すために出発したが、シェリーとリップスリンガーは各々更に32 km (20 mi)と43 km (27 mi)北へ行った地点で発見された。ムーアの遺体は発見されなかったが、1953年にイギリスの砂漠哨戒隊によりムーアの遺体が発見され、戦争で行方不明になった航空機搭乗員と気付かずに埋葬された可能性がある。
副操縦士のロバート・トナーのポケットから発見された日記には北への徒歩行軍の苦難の模様が記され、搭乗員が機体から脱出した時には陸地の上空にいることに気付いていなかったことを示していた。暗闇の中で何もない砂漠の地表を空から一瞥した限りではそれが大海原に見えたかもしれないという推測が成り立った。搭乗員は自分たちが400マイル (640 km)以上も内陸に入っていることには気付いていなかったらしい:p.31。
自分たちがどれだけ内陸部にいるかということを知っていて、脱出した地域の地図を持っていれば搭乗員が生き延びられたとも信じられている。北への歩行距離は南の方角にあったWadi Zighenのオアシスへたどり着くのに少し足らない程度の距離であったが、搭乗員はこのことに気付いていなかった。その上、もし南へ向かっていたならば高い確率で潤沢とはいえないまでも水と食料を搭載したままの「レディ・ビー・グッド」の残骸を発見したであろうし、作動する通信機を使って救援を要請することもできたであろう:p.38。
この事故に関する軍没者処理業務の報告書によると：
当該航空機は150度コースでベニナ飛行場へ向かって飛行していた。ベニナのHF/DF局からの方向表示を無線要請し、ベニナから330度の表示を受信した。しかし440マイル内陸へ向けて飛行することになったパイロットの行動は、おそらく航法士が「コース上にある」が基地を通過した先のベニナの南側の地点で自機の背後にある無線方位ループアンテナからの方向表示を逆の意味で理解したということを示していた。操縦士は自機がまだ地中海上空にいてベニナへ向けて帰還していると思いつつ飛行していた。

## 影響
墜落機の部品は回収されて検証のためにアメリカ本国へ持ち帰られた。「レディ・ビー・グッド」の部品を補修部品として使用した航空機の中には後に飛行中の事故に遭ったものがあった。墜落機のアームレストを取り付けられていた1機のアメリカ陸軍所属のデ・ハビランド・カナダ DHC-3はシドラ湾に墜落し、この機体の僅かな部品だけが海岸に打ち寄せられたが、この中の一つが「レディ・ビー・グッド」のアームレストであった。
「レディ・ビー・グッド」の部品の幾つかが現在でも国立アメリカ空軍博物館に展示されている。プロペラはロバート・E・ラモットの故郷であるレイク・リンデンにあるヴィレッジホール前で見ることができる。
ヴァージニア州のフォート・リー基地にある陸軍補給品博物館には発見された搭乗員の腕時計、絹布地に印刷された地図、飛行服といった官給品が収蔵され、その中の幾つかが展示されている。
1963年にロン・パイク上等兵（Airman Second Class Ron Pike）が墜落機から高度計と吸気管圧力計を回収し、カリフォルニア州のリバーサーイドの直ぐ南にあるマーチ飛行場航空博物館に展示されている。
1968年にイギリス空軍の一隊が墜落現場を訪れ、マクドネル・ダグラス社による評価のためにエンジンを含む部品を運び出した（後にアメリカ空軍へ寄贈）。その他の部品は長年に渡り記念品ハンターにより剥ぎ取られていった。
1994年8月に機体の残存部が（Dr. Fadel Ali Mohammed）に率いられた一隊に発見され、保管のためにトブルクにあるリビアの軍事基地に運び込まれた。その後移し替えられ、リビアのJamal Abdelnasser空軍基地に保管された。
2012年10月27日の時点で「レディ・ビー・グッド」の残りはトブルクの警察敷地内にある。
ウィーラス空軍基地内のチャペルにあるステンドグラスは「レディ・ビー・グッド」とその搭乗員を追悼している。

## 創作作品

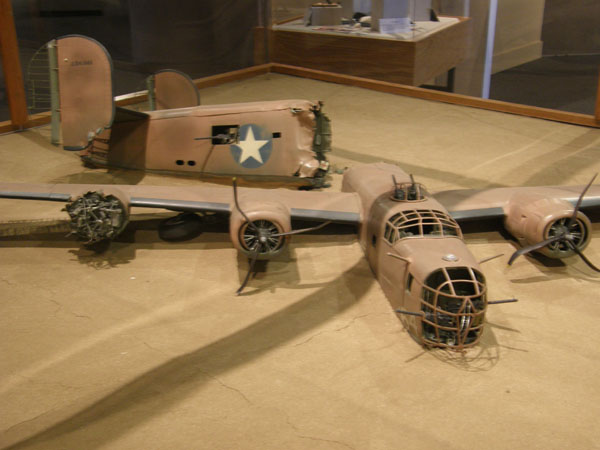
ローンスター航空博物館に展示されている「レディ・ビー・グッド」のジオラマ

「レディ・ビー・グッド」の事故は幾つかのテレビ番組や映画に間接的に採り上げられた。1970年のテレビ映画『Sole Survivor』は、リビアの砂漠に墜落したB-25爆撃機の搭乗員の幽霊に関する話である。
『トワイライト・ゾーン』内の一話『キングナイン号帰還せず』は、砂漠の中の残骸の中で自分一人であることに気付くB-25爆撃機の搭乗員の話である。この話の中では墜落した架空の航空機の搭乗員の墓には「"5 Apr, 1943,"」の日付が記されているが、これは「レディ・ビー・グッド」が墜落した日である。